# La Sonnaz
La Sonnaz é uma comuna da Suíça, no Cantão Friburgo, com cerca de 877 habitantes. Estende-se por uma área de 6,90 km², de densidade populacional de 127 hab/km². Confina com as seguintes comunas: Barberêche, Belfaux, Düdingen, Givisiez, Granges-Paccot, Misery-Courtion.
A língua oficial nesta comuna é o Francês.